# Centar za nerođeni život – Betlehem
Centar za nerođeni život – Betlehem je hrvatska udruga, punim imenom: „Udruga za promicanje dostojanstva ljudskog života i obrane nerođenog djeteta Centar za nerođeni život – Betlehem“ sa sjedištima u Karlovcu i u Svetom Petru u Šumi (Istra), osnovao ju je katolički svećenik i redovnik-pavlin, otac Marko Glogović, uz pomoć svoje subraće pavlina te brojnih prijatelja i molitelja.
Glavno djelovanje Udruge je borba protiv pobačaja kroz djelovanje i molitvu. Udruga organizira savjetovanja za trudnice, koje planiraju učiniti pobačaj, pomažu siromašnim obiteljima i djeci kroz hranu i odjeću. U sklopu Udruge djeluju: molitvena zajednica "Treće srce" (uz Srce Isusovo i Srce Marijino, treće srce je srce ljudi koji molitvom pomažu potrebnima); Udruga „Gabrijel“ za pomoć majkama, djeci i obiteljima, koji su se oduprijeli pobačaju; Molitveni Pokret Tješitelja Milosrdnog Isusa, koji širi tzv. Bijelu krunicu ili krunicu Nevine Dječice i molitvena zajednica „Mali krug srca za nerođene“. Promiče se i prirodno planiranje obitelji. 
Pavlini su katolička redovnička zajednica, kojoj je jedna od zadaća promicanje ljudskoga života pa su tako i hrvatski pavlini uključeni u to preko Udruge "Betlehem".
Prozor života mjesto je gdje ljudi (obično majke) mogu ostaviti bebe, obično novorođenčad, anonimno na sigurnom mjestu da ih se pronađe i da se o njima brine. Prvi takav prozor u suvremenoj Hrvatskoj otvoren je 1. veljače 2025. godine u Zagrebu, u sklopu samostana Pohoda Marijina uz kapelu Corpus Domini. Inicijativu za otvaranje prozora života u Zagrebu pokrenula je Udruga Betlehem. Projekt je realiziran nakon trogodišnjih priprema, uz podršku deset časnih sestara samostana Pohoda Marijina.